# Elias (Adels- und Patriziergeschlecht)

Familienwappen anlässlich der Verleihung des niederländischen Adels an Gerard Witsen Elias, 1913

Elias (auch Elias van Castricum, Faas Elias und Witsen Elias) ist der Name eines niederländischen Patriziergeschlechts, das das Adelsprädikat Jonkheer führt.

## Historie
Die Ursprünge der Familie liegen im 15. Jahrhundert in der Gegend rund um ’s-Hertogenbosch, wo sie unter dem Namen de Cort aufgetreten ist. Im 16. Jahrhundert übersiedelte ein Familienzweig nach Amsterdam, wo sich deren Nachkommen als einflussreiche Mitglieder der dortigen Stadtregierung festigen konnten. Ihnen verwandte Geschlechter waren unter anderem die Witsen, Pancras sowie die Van de Poll.

## Familienmitglieder
- Jacob Elias († 1701), Hoofdingeland der Purmer, Vorsteher des städtischen Waisenhauses, Bewindhebber (einer der Leiter) der Niederländischen Ostindien-Kompanie (VOC) (1693), Schepen und Ratsherr von Amsterdam (1696)
- David Willem Elias (1758–1828), Bürgermeister von Amsterdam
- Johan Engelbert Elias (1875–1959), Genealoge, Historiker, Autor
- Gerhard Joan Elias (1879–1951), Wissenschaftler

## Weblink
- Archief van de familie Elias